# Cantó de Doulevant-le-Château
El cantó de Doulevant-le-Château és un cantó francès del departament de l'Alt Marne, situat al districte de Saint-Dizier. Té 18 municipis i el cap és Doulevant-le-Château.

## Municipis
- Ambonville
- Arnancourt
- Baudrecourt
- Beurville
- Blumeray
- Bouzancourt
- Brachay
- Charmes-en-l'Angle
- Charmes-la-Grande
- Cirey-sur-Blaise
- Courcelles-sur-Blaise
- Dommartin-le-Saint-Père
- Doulevant-le-Château
- Flammerécourt
- Leschères-sur-le-Blaiseron
- Mertrud
- Nully
- Trémilly

## Història
| Data d'elecció                           | Identitat              | Partit                     | Qualitat |
| ---------------------------------------- | ---------------------- | -------------------------- | -------- |
| 1949-1955                                | M. Mathelin            | RPF, després RS            |          |
| 1955-1973                                | Paul Morelle           | Divers droite              |          |
| 1973-1992                                | Jacques-Richard Delong | UDR, després RPR           |          |
| 1992-1998                                | Hubert Saget           | RPR                        |          |
| 1998-                                    | Jean-Marc Fèvre        | RPR, després Divers droite |          |
| les dades anteriors no són pas conegudes |                        |                            |          |
|                                          |                        |                            |          |

## Demografia
| A partir de 1990: Població sense dobles comptes |